# Effet boule de neige
Pour les articles homonymes, voir Boule de neige (homonymie) et Effet boule de neige (économie).
L'effet boule de neige est un cercle vertueux ou un cercle vicieux qui accumule aux événements considérés déjà présents de nouveaux faits en quantité de plus en plus grande, à la manière d'une série géométrique ou même d'une fonction exponentielle. Cet effet tire son nom de l'exemple d'une boule de neige roulant le long d'une pente couverte de neige : on imagine alors que la boule va grossir de plus en plus au fur et à mesure de son parcours, et ceci de plus en plus vite.

## Approche psychosociologique
L'effet boule de neige est un moteur important des comportements grégaires. Par exemple, si une personne se met brusquement à courir dans une rue en hurlant de terreur, il est possible qu'une ou deux personnes se mettent à courir aussi. Si tel est le cas, il y a beaucoup de chances pour que plus encore de personnes se mettent à courir (une dizaine, par exemple), et voyant cela, les autres personnes dans la rue auront une probabilité d'adopter le même comportement d'autant plus forte que le nombre de personnes l'ayant déjà adopté est élevé. Le phénomène s'auto-entretient et son amplitude tend donc à augmenter de plus en plus vite.

## Approches physique et économique
En génie aérospatial, il est utilisé pour décrire l'effet multiplicateur dans un gain de poids original. Une réduction du poids du fuselage nécessitera moins de portance, ce qui signifie que les ailes peuvent être plus petites. Par conséquent, moins de poussée est nécessaire et donc des moteurs plus petits, ce qui entraîne une plus grande économie de poids que la réduction d'origine. Cette itération peut être répétée plusieurs fois, bien que la diminution du poids donne des rendements décroissants.
Le processus de démarrage d'un oscillateur électronique à rétroaction , lorsque l'alimentation du circuit est mise sous tension, est une application technique de l'effet boule de neige. Le bruit électronique est amplifié par le circuit oscillateur et renvoyé à son entrée filtré pour contenir principalement la fréquence sélectionnée (souhaitée), devenant progressivement plus forte à chaque cycle, jusqu'à ce qu'une oscillation en régime permanent soit établie, lorsque les paramètres du circuit satisfont au critère de stabilité de Barkhausen .